# Armenien ved sommer-OL 2016
Armenien deltog ved Sommer-OL 2016 i Rio de Janeiro som blev arrangeret i perioden 5. august til 21. august 2016.

## Medaljer
| 2016 Rio de Janeiro | Guld | Sølv | Bronze | Total |
| Armenien            | 1    | 3    | 0      | 4     |

### Medaljevindere
| Medal | Navn              | Sport        | Event                    | Dato       |
| ----- | ----------------- | ------------ | ------------------------ | ---------- |
| Guld  | Artur Aleksanyan  | Brydning     | Græsk-Romersk stil 98 kg | 16. august |
| Sølv  | Simon Martirosyan | Vægtløftning | Men's 105 kg             | 15. august |
| Sølv  | Migran Arutyunyan | Brydning     | Græsk-Romersk stil 66 kg | 16. august |
| Sølv  | Gor Minasyan      | Vægtløftning | Men's +105 kg            | 16. august |